# Planet of Lana
Planet of Lana — компьютерная игра, приключенческая головоломка-платформер, разработанная в 2023 года студией Wishfully Studios и выпущенная Thunderful Publishing для Windows, Xbox One, Xbox Series X/S, Nintendo Switch, PlayStation 4 и PlayStation 5. Игрок управляет девочкой-подростком Ланой. Она, в сопровождении существа по имени Муи путешествует по миру, который захватывают прибывшие из космоса машины. Лана должна решать головоломки, преодолевать препятствия и избегать столкновений с роботами.
Игра была разработана Швеции из картины, изображающей девочку с роботом. Разработчики при создании игры вдохновлялись кинематографическими платформерами, вроде Inside, а при работе над визуальным стилем вдохновлялись мультфильмами студии Гибли. Музыкальное сопровождение к игре написал Фурукава, Такэси.
Planet of Lana получила преимущественно положительные оценки у игровой прессы. Рецензенты хвалили художественное направление, историю, музыку и звуковой дизайн, однако ругая за короткую длину.

## Игровой процесс
Planet of Lana представляет собой приключенческий сайд-скроллер и платформер с головоломками. Игра начинается со сцены в рыбацкой деревушке на неизвестной планете. Главная героиня Лана с её старшей сестрой Ило посещают могилы родителей и они становятся свидетельницами метеоритного дождя, которыми оказались прибывшие из космоса роботы-поработители. Они похищают всех жителей деревни и Ило. Оставшаяся в одиночестве Лана в смятении, она встречает и освобождает из капсулы существо по имени Муи, похожее на кошку и отправляется в путешествие в поисках своей сестры и жителей деревни.

Кадр из игры

Лана и Муи странствуют по миру и преодолевают препятствия, решая головоломки. Лана может плавать и отдавать команды Муи. В свою очередь Муи благодаря своим меньшим размерам и проворству может проникать в небольшие или недоступные для Ланы пространства Муи также может подчинять разум некоторых враждебных существ и приручать их. Лана для преодоления уровней-платформеров может бегать, невысоко подпрыгивать и с помощью верёвок преодолевать пропасти. Головоломки представляют собой, как правило, задания с переключателями, необходимость перемещать предметы, чтобы добраться до недоступной области. Более сложные головоломки например требуют размещать предметы в определённом порядке. Для решения головоломок требуется давать приказы Муи, в том числе пробираться в недоступные девочки области. Муи боится воды и при пересечении водоёмов Лане требуется найти подходящее плавсредство.
Лана и Муи не могут нападать на машины и других враждебных существ и должны всячески избегать с ними столкновения, укрываясь или находить обходные пути. Также игрок может использовать преимущества окружающей среды для преодоления потенциальной угрозы. По мере прохождения, Лана и Муи приобретают способности взламывать машины или временно приручать существ. В случае смерти Ланы или Муи игра возвращается к последней точке сохранения.

## Разработка
Planet of Lana является дебютным проектом независимой шведской студии Wishfully Studios из Гетеборга. Ключевыми участниками разработки были гейм-дизайнер Адам Стьернлюс и сценарист Клас Эрикссон, до этого они в течение 13 лет совместно работали в анимационной и киноиндустрии.
Разработка игры началась с картины, нарисованной Стьернлюсом в 2017 году. На картине была изображена девочка, наблюдающая за роботом. Это стало основой для сюжета игры, с вопросов вроде «кто эта девочка, что за существо рядом с ней и почему она не бежит от него?». Стьернлюс долгое время не мог определиться с тем, как должен быть устроен мир и какую роль в ней будет играть героиня. Он перебрал более 100 вариантов перед тем, как определиться с историей, главным условием для истории оставалось то, что она должна была объяснить содержимое картины. Доработанная версия картины в итоге стала обложкой для игры. Стьернлюс основал Wishfully Studios в августе 2018 года, чтобы вместе со своей женой Марией Брунссон приступить к разработке игры.
Сценарист и содиректор Клас Мартин Эрикссон заметил, что изначально в игре не должно было быть диалогов и общение ограничивалось языком тела. Эрикссон заметил, что никогда не любил обилие диалогов в играх, называя это ленивым подходом по принципу «расскажи, а не покажи». Имея опыт работы с анимацией и фильмами Эрикссон решил сосредоточиться на визуальном повествовании. Эрикссон однако пришёл к выводу, что история была не достаточно эмоциональной и предложил добавить вымышленный язык, чтобы использовать его для взаимодействий между персонажами, но по прежнему не превращать его в основной повествовательный инструмент. Центральную роль в истории играет развитие товарищеских отношений между главной героиней Ланой и Муи
Игра была анонсирована разработчиками Wishfully и издателем Thunderful Publishing в июне 2021 года на фестивале Summer Game Fest. Игра изначально должна была выйти в 2022 года, но релиз был передвинут на начало 2023 года. Выход игры состоялся 23 мая 2023 года на платформах Windows, Xbox One и Xbox Series X/S.

### Игровой мир и стиль
В качестве источников вдохновения Стьернлюс упоминал кинематографические платформеры, вроде Inside и Limbo, а также более старые приключенческие игры, например Another World и Oddworld: Abe's Oddysee. Стьернлюс хотел изобразить в игре яркий научно-фантастический мир в противовес мрачным играм похожего жанра, но по прежнему сохранить взрослую и серьёзную тональность. В визуальном плане и при проработке игровой вселенной разработчики вдохновлялись лентами Studio Ghibli, такими, как «Унесённые призраками», «Мой сосед Тоторо» и играми серии The Legend of Zelda, в частности Wind Waker и Breath of the Wild. Две последние игры помогли разработчикам проработать визуальный стиль и стиль персонажей. Представленная в игре планета очень похожа на Землю, но по прежнему остаётся совершенно другим миром с точки зрения её биомов и обитателей. 

Демонстрация двухмерной локации с трёхмерной перспективы

Анимацией занимался Олле Энгстрём. Основная сложность в разработке была связана с тем, как технически добиться того, чтобы игра внешне выглядела, как изначальный концепт-арт, нарисованный Стьернлюсом. Изначально Planet of Lana должна была быть выполнена полностью в двухмерной графике c покадровой анимацией, двухмерной параллаксной средой и системой движения на основе сетки, как в старых классических играх, вроде Another World и Oddworld: Abe’s Oddysee. Через полгода разработчики поняли, что двухмерная анимация сильно ограничивала их в изображении динамичной среды, на эту проблему указывали издатели. В итоге графика была переделана в трёхмерную, но с двухмерной перспективой, так как разработчики хотели сохранить оригинальную стилистику игры. Стьернлюс признался, что их игровые миры приобрели действительно живой характер после присоединения к команде художника Джимми Чана и дизайнера уровней Рикарда Карлссона. У игры начал вырисовываться собственный стиль. Для пейзажей использовались плоские тени и тёмные передние планы на фоне светлых дальних планов, вызывая ощущения, будто зритель смотрит на театральную сцену или декорации.
Спрайты и текстуры для игры рисовали вручную, в программах Photoshop и Substance Painter. Вручную также рисовали освящение и динамичные тени, в игре нет рендеринга освящения. Игровые миры создавали на движке Unity c применением Maya LT для персонажей и элементов окружения. Свою игру разработчики называли «кинематографической головоломкой-приключением». Игра должна была ощущаться, как «картина в движении». Разработчики заметили, что не хотели создавать инновационной геймплей, но предоставить игру с качественным геймплеем, эмоциональной историей и прекрасным миром. Как и в Inside, разработчики решили исключить возможность главным героям атаковать, так как это не вписывалось в игровой сеттинг.

## Музыка и звук
Главным звукорежиссёром при разработке выступил Франческо Амелио, он совместно с Андреей Бо и Марко Фурланетто записал звуки окружающей среды для различных биомов и звуки, которые издают персонажи. Ключевую роль в создании звукового фона играл контраст между разными природными ландшафтами. Звукорежиссёры изменили тональность звука многих животных, чтобы они звучали, как внеземные фантастические существа. Звуки, связанные с роботами наоборот звучат искажённо и и зловеще, для их создания в том числе использовали обработанные записи пчелиного, комариного роя и из мух. Франческо Амелио записал голос Муи, прошедший через постобработку. Звукорежиссёры также работали над музыкальными головоломками в игре.
Музыку к игре написал Фурукава, Такэси, известный за создание саундтрека к игре The Last Guardian. Фурукава сам связался с Wishfully с предложением сочинить музыку, увидев ранние концепт-арты игры. Эрикссон заметил, что музыка в игре играет «неотъемлемую часть в истории».
Такэси при сочинении партитур должен был учитывать отсутствие диалогов в игре и что музыка должна была играть повествовательную роль. Для роботов, Ланы и Муи Такэси создал особые темы, которые присутствует во многих мелодиях и их легко узнать. Такэси хотел, чтобы музыкальные темы были простыми, чтобы «даже начинающая ученица по фортепиано могла их сыграть». Мелодии для игры записывались фрагментарно, в виде «блоков», которые сменяют друг друга, чтобы обеспечить плавный музыкальный переход между уровнями. Для «тихих» отрезков в момент перехода используется эмбиентная музыка. Музыка была написана с участием венгерского студийного оркестра, в чей состав входят 90 человек. Часть партитур были записаны вместе с певицей Шивон Уилсон.
| - 1. Progeny — 01:19 - 2. Tailo Village — 03:41 - 3. Elo & Lana — 02:06 - 4. Invasion — 01:45 - 5. Nightfall — 01:45 - 6. Peculiar Encounter — 02:13 - 7. Meet Mui — 01:19 - 8. Scout Bot — 02:56 - 9. Cave Mural — 02:59 | - 10. Horizons — 04:00 - 11. Shipwreck — 02:13 - 12. Planetarium — 03:52 - 13. Entering the Desert — 02:50 - 14. Rakuen — 03:01 - 15. Desert Chase — 03:59 - 16. Mothership — 02:14 - 17. Shutdown — 04:01 - 18. End Credits — 04:03 |

## Восприятие
| Сводный рейтинг       | Сводный рейтинг           |
| Агрегатор             | Оценка                    |
| --------------------- | ------------------------- |
| Metacritic            | (PC) 80/100 (XSXS) 80/100 |
| Иноязычные издания    |                           |
| Издание               | Оценка                    |
| Digital Trends        | [ 21 ]                    |
| Game Informer         | 7,75/10                   |
| GamesRadar+           | [ 4 ]                     |
| Hardcore Gamer        | 3,5/5                     |
| Русскоязычные издания |                           |
| Издание               | Оценка                    |
| StopGame.ru           | «Похвально»               |

Игра получила в целом положительные оценки со стороны игровых критиков. Средняя оценка на Metacritic составила 80 баллов из 100 возможных. Planet of Lana была номинирована в категории «Выдающиеся достижения в области оригинальной музыкальной композиции» на 27 вручении Annual D.I.C.E. Awards.
Коди Медельин с сайта Worthplaying назвал головоломку-платформер идеальном компромиссом для повествовательных игр, позволяя избегать негативных коннотаций, связанных с симулятором ходьбы, но и по оставаться привлекательной для поклонников визуальных новелл. Адриан Дейерс с сайта IGN назвал Planet of Lana поразительной одиссеей, балансирующей между чистыми эмоциями и отчаянием. Игра прекрасна во всех смыслах, от повествования до атмосферы и прохождения.
Кристиан Донлан с сайта Eurogamer назвал игру искусно выполненным шедевром, способным обеспечить игроку незабываемый опыт. Ричард Уэйклинг c сайта GameSpot назвал Planet of Lana захватывающим и душевным путешествием планетарного масштаба Может быть Planet of Lana не лучшая игра года но одна из самых запоминающихся. Джордан Хелм с сайта Hardcore Gamer назвал Planet of Lana посредственной игрой, спрятанной в обёртку великолепного визуального стиля и музыкального сопровождения.

### История и стиль
Критики хвалили игру за её впечатляющий визуальный стиль, эстетику работ Ghibli, яркие, пастельные тона, красивые и разнообразные игровые локации и внимание к визуальным деталям. Критик Gamespot заметил, как визуальные детали передавали ощущение масштаба и чувствовал, будто находился внутри интерактивных картин. Обозреватели однозначно похвалили эпическое и чувственное музыкальное сопровождение Такэси Фурукавы, подчёркивающее красоту мира и настроение в разных сценах. Некоторые критики выразили удивление резкому контрасту между яркими и безмятежными сценами игрового мира и мотивами, связанными с роботами, наоборот отражающими хаос, мрак, бесцветную геометрию.
Обозреватели также похвалили повествование в игре, в частности то, как в целом немая история раскрывается через окружение, уровни и головоломки. Они называли представленную историю эмоциональной, неожиданной в некоторых моментах. Некоторые обозреватели оценили развитие отношений между Ланой и Муи, которые становятся движущей силой истории.
Медельин с сайта WorthPlaying назвал Planet of Lana последним примером мастерски выполненной повествовательной игры наряду с Journey, Inside, Stray и оценил введение непонятного языка, вместо немой истории, типичной для игр подобного жанра, язык усиливает эмоциональное настроение истории. Рэйчел Уоттс с сайта Rock, Paper, Shotgun назвал историю столь же эпической, как во «Властелине Колец», но происходящим в сеттинге, схожим со «Звёздными Воинами». Ричард с сайта GameSpot заметил, что Planet of Lana из всех игр лучше всего преуспевает в передаче эстетики Ghibli не только благодаря своим фонам, но и затрагиванием сложных тем, вроде природного баланса, защиты окружающей среды и взаимоотношения с животными. Донлану с сайта Eurogamer Planet of Lana напоминала классические шедевры. Джордан с сайта Hardcore Gamer наоборот назвал историю игры нерешительной.

### Геймплей
Оценка дизайна уровней и разных аспектов игрового процесса в целом была положительной. Критики называли игровой процесс и дизайн уровней стандартным, но качественно выполненным и сбалансированным. Дизайн уровней похож на таковой в Inside или Somerville. Критик WorthPlaying заметил, что игра не заставляет постоянно прятаться и решать головоломки, а часто позволяет игроку наслаждаться моментами и изучением мира, как симулятор ходьбы. Эти моменты придают игре ощущение фильма. Аналогично критики GameSpot и Eurogamer оценили то, как безмятежные и расслабляющие моменты сочетаются со стрессовыми сценами и погонями. Критик Hardcore Gamer назвал Planet of Lana определённо большим, чем просто «бледным подражателем в море бледных подражателей». Некоторые критики были разочарованы короткой продолжительностью игры.
Часть критиков похвалила головоломки, называя их продуманными, разнообразными. Критик GameSpot заметил, что головоломки сложные, требуют логического мышления, точных расчётов и навыков платформинга. Другая часть критиков сочла головоломки недостаточно сложными и оригинальными. Их сравнивали с таковыми из игр Another World, Inside и Oddworld.
Часть критиков похвалили платформер и чёткое, простое управление. Критик WorthPlaying назвал стелс-элемент в игре не таким продвинутым, как как в современных стелс играх но он успешно справляется с тем, чтобы ввести напряженные моменты в игру. Представитель Eurogamer назвал отсутствие боя в игре хорошим выбором, так как это помогает углубиться в головоломки и стелс прохождение. Критик GameSpot жаловался на то, что иногда игра вынуждает по несколько раз повторять затянутые последовательности, но это не критично из-за обилия точек сохранения.
Критики похвалили качественно проработанного компаньона, не становящегося обузой для игрока и адекватно реагирующего на управление. Компаньон отлично подходит для головоломок . Игра умело использует способности и слабости как игрового персонажа, так и компаньона в прохождении, платформере и головоломках.

## Продолжение
В 2025 году издательство Thunderful Games и студия Wishfully объявили о создании игры Planet of Lana II: Children of the Leaf, выход которой намечен на 2026 год. Игра выйдет на платформах ПК, PS4, PS5, Xbox One и Xbox Series.